# Замок Паркс

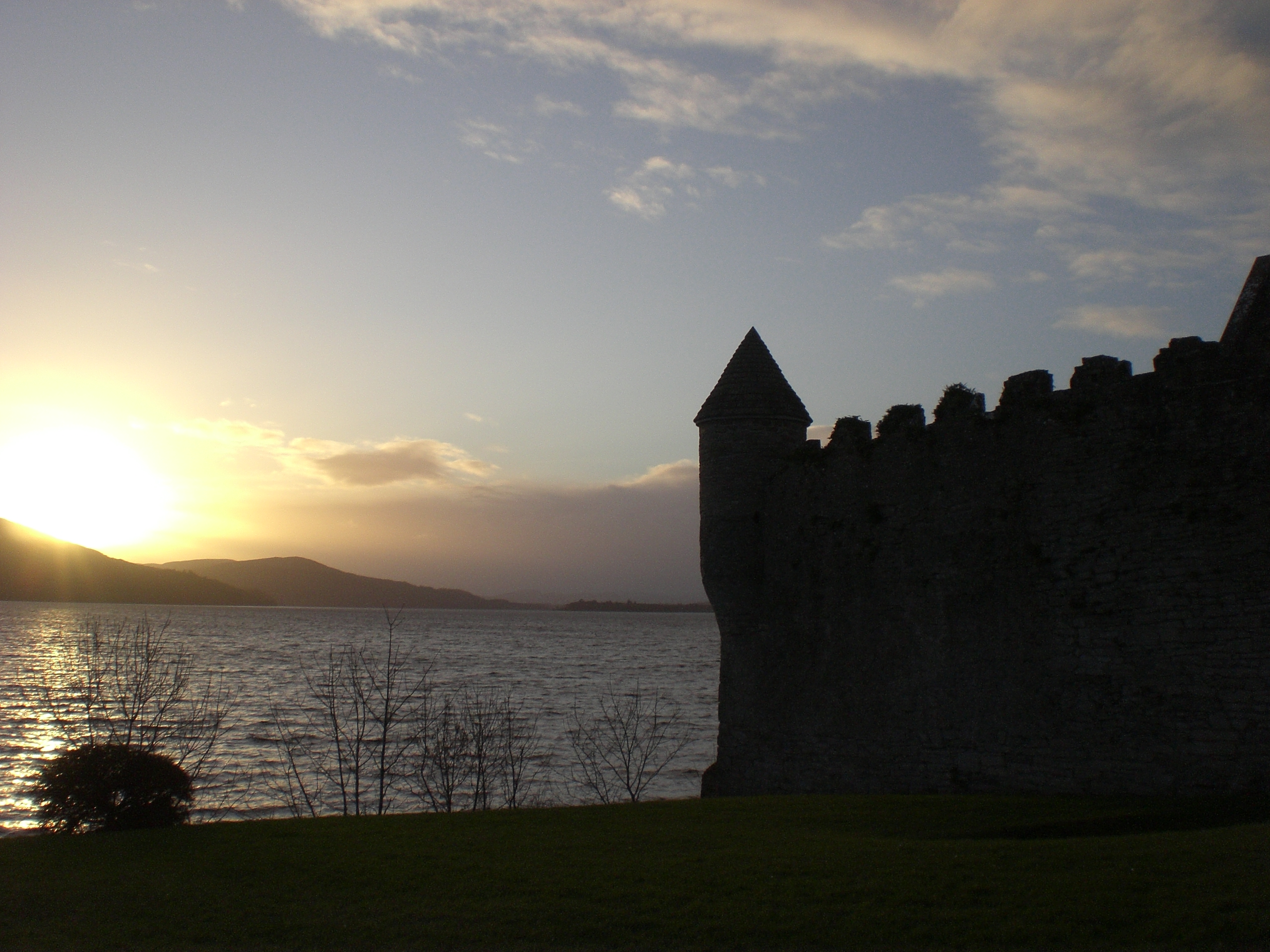
Захід сонця біля замку Паркс та озера Лох-Гілл.

Замок Паркс (англ. Parke's Castle, Newtown Castle) — замок Парка, замок Ньютаун, замок Нового Міста — один із замків Ірландії, розташований в графстві Літрім, на берегах озера Лох-Гілл. Замок по суті є заповідником часів «Плантацій Ольстера» — англо-шотландської колонізації Ірландії XVII століття.

## Історія замку Паркс
Замок Паркс був побудований на місці більш давнього замку, що належав ірландському клану О'Рурк (Ві Руайрк), що датується початком XV століття. Ці землі захопив англійський колоніст Роберт Парк у 1610 році після завершення завоювання Ірландії Англією і побудував тут новий замок. Давні стіни були в своїй основі збережені — п'ятикутні в плані. Але давня башта була зруйнована і побудована нова. Була побудована нова триповерхова садиба у східній стороні замку, побудовані нові димарі та вікна.
Один з двох круглих флангів охороняє північну стіну. Інший — захищає ворота, що ведуть до основного корпусу. У внутрішньому дворі є кам'яні будівлі, критий колодязь. Є ще ворота в задній частині замку з ходом до озера. У XVII столітті рівень води в озері був на 3 м вищий від нинішнього і вода підходила до самих стін замку. Озеро було з'єднане з ровом, що оточував замок.
Розкопки в 1972—1973 років відкрили основу давнього замку і башти клану О'Рурк під бруківкою двору замку, і нині ці фундаменти доступні для огляду. Саме в цій вежі перебував Франсіско де Квел'яр — офіцер «Непереможної армади» іспанського флоту, корабель якого розбився біля берегів Ірландії. Тут він спілкувався з володарем замку — сером Браяном О'Рурком. Пізніше Франціско де Квел'яр, повернувшись на Батьківщину, писав: «Хоча цей вождь є дикуном, він хороший християнин і ворог єретиків, і веде з ними постійну війну». О'Рурк був захоплений в англійський полон, обвинувачений у «державній зраді» і страчений в Лондоні в 1591 році. Роберт Парк, що згодом придбав ці конфісковані землі, залишався жити в Ньютауні, замок Паркс переважно стояв порожнім.
На південний-схід від замку Паркс лежать руїни замку Дурой (від ірландського Дубшрайх) — ще однієї колишньої фортеці клану О'Руайрк Руїни замку Дурой розташовані на невеликому півострові на озері Лох-Гілл. Більшість фундаментів та руїн цього замку нині знаходяться під землею. Руїни замку Дурой розташований на північному узбережжі Лох-Гілл, біля головної дороги Слайго — Дромгайер (R286).
Відбулась масштабна реставрація замку Паркс наприкінці ХХ століття. Реставрація була здійснена Управлінням громадських робіт Ірландії. Було відновлено вікна, дерев'яні конструкції замку, дах з використанням техніки XVII століття.
Замок Парку розташований за 5 км (3 милі) на північний захід від селища Дромахайр біля дороги до Слайго (R286), за 12 км (7 милях) від Слайго. Замок відкритий для туристів з кінця березня до кінця вересня.